# Храм в честь Введения во храм Божией Матери и во имя великомученика Пантелеимона
Храм в честь Введения во храм Божией Матери и во имя великомученика Пантелеимона в Висагинасе (лит. Visagino Šv. kankinio Panteleimono cerkvė) — приходской храм Висагинского благочиния Виленской и Литовской епархии в городе Висагинас.

## История
Подготовительные работы по возведению храма начались весной 1996 года. На цоколе так и не построенного 14-этажного дома, безвозмездно переданного приходу руководством Игналинской атомной электростанции по просьбе настоятеля о. Иосифа. 9 августа 2000 года. Митрополит Хризостом освятил храм во имя святого великомученика и целителя Пантелеимона, где стали регулярно совершаться богослужения. Строительство второго этажа храма, как вначале и первого, осуществляется благодаря финансовой поддержке епархии, АЭС, Висагинского самоуправления, а также частным пожертвованиям.